# 常叶大学短期大学部
常叶大学短期大学部（日语：／ Tokoha Daigaku Tanki Daigakubu *），简称常短（とこたん），是一所位于日本静冈县静冈市葵区的私立短期大学。前身是常叶学园短期大学（日语：／ Tokoha Gakuen Tanki Daigaku *）。

## 概要

### 简介
- 学校最早可以追溯到1946年[2]、短期大学为于1966年开办[3]、由学校法人常叶学园经营、来教育的基础是荣西的临济宗。为男女同校于音乐科和保育科[4]从1978年。

### 历史

#### 本科
- 1966年 常叶女子短期大学成立并同时设置三个学科、以下列举含日文科和保育科成立。
- 1968年 音乐科成立。
- 1972年 英文科和美术·设计科成立。
- 1978年 更名为常叶学园短期大学。开始招收男学生于美术·设计科。
- 1992年 专科为大学评价学位授予机构批准。
- 1995年 美术·设计专攻成立在专科。学科改称。 
  - 日文科→日语日文科
  - 英文科→英语文学科
- 1996年 开始招收男学生于音乐科。
- 2001年 日语日文科更名为日语日本文学科[5]。
- 2013年 改校名为常叶大学短期大学部[3]

#### 专科
- 1970年 两个专攻成立、以下列举。
  - 保育专攻
  - 音乐专攻
- 1995年 两个专攻成立、以下列举。
  - 美术·设计专攻
  - 日语·日文专攻[3]

### 宪章
- 请参看常叶大学短期大学部的标志 （页面存档备份，存于） （日語） 2014年12月14日阅览。

## 学校环境
- 静冈校区：在静冈县静冈市葵区
- 菊川校园：在了静冈县小笠郡菊川町[注 1]半济1550
  - 有了英语文学科到2000年3月及美术·设计科、美术·设计专攻到2004年3月

## 历任校长
- 木宫泰彦：第一代短期大学校长[6]。
- 木宫健二：现在短期大学校长[7]。

## 组织

### 学科
- 日本语日本文学科
- 保育科
- 音乐科
- 英语文学科

### 前学科
| - 美术・设计科 |

### 专科
| - 日语·日文专攻 - 保育专攻 - 音乐专攻 |

| - 美术设计专攻 |

### 业余课程
| - 没有 |

#### 附属学校
| - 常叶大学短期大学部附属常叶幼稚园 - 常叶大学短期大学部附属橘幼稚园 |

#### 附属机关
| - 常叶大学短期大学部附属图书馆 |

## 相关链接
- 日本短期大学列表
- 常叶学园富士短期大学：停办2001年。